# Episodi di Cobra Kai (seconda stagione)
La seconda stagione della serie televisiva Cobra Kai, composta da 10 episodi, è stata interamente pubblicata sul servizio di streaming YouTube Premium, in tutti i paesi in cui è disponibile, il 24 aprile 2019.
In Italia, la stagione è stata distribuita in inglese sottotitolato mentre è stato doppiato in italiano distribuito da Netflix il 28 agosto 2020.
| n° | Titolo originale    | Titolo italiano  | Pubblicazione USA | Pubblicazione Italia |
| -- | ------------------- | ---------------- | ----------------- | -------------------- |
| 1  | Mercy Part II       | Pietà Parte II   | 24 aprile 2019    | 28 agosto 2020       |
| 2  | Back in Black       | Ritorno in Nero  | 24 aprile 2019    | 28 agosto 2020       |
| 3  | Fire and Ice        | Fuoco e Ghiaccio | 24 aprile 2019    | 28 agosto 2020       |
| 4  | The Moment of Truth | Verità           | 24 aprile 2019    | 28 agosto 2020       |
| 5  | All In              | Tutto dentro     | 24 aprile 2019    | 28 agosto 2020       |
| 6  | Take a Right        | Gira a destra    | 24 aprile 2019    | 28 agosto 2020       |
| 7  | Lull                | Cullare          | 24 aprile 2019    | 28 agosto 2020       |
| 8  | Glory of Love       | Gloria d'amore   | 24 aprile 2019    | 28 agosto 2020       |
| 9  | Pulpo               | Polpo            | 24 aprile 2019    | 28 agosto 2020       |
| 10 | No Mercy            | Nessuna pietà    | 24 aprile 2019    | 28 agosto 2020       |

## Pietà Parte II
Trama
Johnny rimane incredulo alla vista del suo vecchio sensei, che riteneva morto. Kreese sembra venuto con le buone intenzioni, ma Johnny è accecato dalla rabbia e lo attacca, rinfacciandogli che gli ha insegnato ad essere sleale  e che in un’occasione ha tentato di ucciderlo. Iniziano così una colluttazione dove Johnny riesce a soffocare Kreese, ma si ferma per non abbassarsi al suo livello e perché nel dojo è partito l’allarme antincendio. Daniel e Robby lavorano sodo per rimettere a posto la casa del Maestro Miyagi per adibirla a dojo. Daniel è molto motivato a fare concorrenza a Johnny e al Cobra Kai. Robby non è ancora pronto a chiarirsi con suo padre, dicendo a Daniel che per lui la sua rivalità con Daniel stesso è quasi più importante del rapporto con suo figlio. Agli insegnamenti di Daniel si unisce anche Sam, che vuole dimenticarsi di Miguel una volta per tutte. Miguel, d’altro canto, non festeggia appieno al vittoria al torneo in quanto pensa continuamente a Sam.
Kreese chiede a Johnny di incontrarlo in una tavola calda. Sul posto spiega al suo vecchio allievo di aver inscenato la propria morte per stare vigile e in disparte senza essere disturbato da nessuno, in attesa del momento giusto per ricomparire. Kreese coglie l’occasione per complimentarsi con Johnny per il lavoro fatto al Cobra Kai, chiedendogli di essere reinserito nel progetto, ma Johnny rifiuta malamente la sua richiesta rinfacciandogli ancora una volta di essere stato una cattiva influenza per lui e dicendogli di non credere al suo pentimento in quanto non è più il ragazzino di una volta.
Prima di un allenamento al Cobra Kai, Falco e Miguel vengono puniti da Johnny per il loro comportamento scorretto ai danni di Robby Keene rimanendone sorpresi, e intuendo che ci sia qualcosa sotto. L’obiettivo di Johnny è insegnare ai suoi allievi a non combattere slealmente, e quando Miguel gli chiede spiegazioni riguardo a questa nuova filosofia Johnny risponde dicendo che a lui è stata insegnata la slealtà e a non combattere con onore pagandone le conseguenze, e vuole che i suoi allievi siano migliori di lui. Una sera Kreese si presenta al Cobra Kai riportando a Johnny il trofeo che gli distrusse anni prima, come segno di essere veramente pentito di essere stato così crudele e spietato in passato. Non vedendo alcuna reazione nel suo vecchio allievo, Kreese se ne va via. Questa volta però Johnny decide di perdonarlo e lo ferma, portando un sorriso malizioso alla bocca di John Kreese.  

## Ritorno in Nero
Trama
Robby viene svegliato da sua madre, la quale gli dichiara che partirà per un viaggio in Messico con un uomo conosciuto da poco, nonostante il figlio le faccia notare che non può partire in quanto sono indietro con le spese per l’appartamento e che lui non può provvedere ad esse. La donna risponde dicendo che all’affitto di casa ci penserà il suo amico e parte, lasciando il figlio abbandonato a sé stesso. Miguel è ancora intenzionato a fare pace con Sam, provando a scusarsi con lei al telefono, ottenendo un altro rifiuto da parte della ragazza. Al Cobra Kai si presenta John Kreese, che rimane deluso nel vedere che gli allievi del dojo siano infantili e che manchino di disciplina. Johnny se ne accorge, così decide di portarli in un cantiere mettendoli alla prova con un atto di coraggio: far muovere dall’interno una betoniera colma di cemento; Miguel, Falco e Aisha riescono nell’intento. Gli allievi del Cobra Kai rimangono stupiti nello scoprire che Kreese sia stato il maestro del loro stesso maestro, e lo iniziano a trattare come se anch’egli sia un loro maestro (l’accordo tra Johnny e e Kreese era che quest’ultimo non si atteggiasse a tale e non infierisse nei metodi di insegnamento di Johnny). Daniel inizia ad allenare Sam e Robby. Amanda gli fa notare che all’autosalone ci siano attriti con il personale, e che dovrebbe concentrarsi di più sul lavoro. Daniel però sembra concentrato unicamente sul dojo.
Robby, vista la situazione a casa sua, è piuttosto nervoso e insofferente verso i metodi di allenamento di Daniel. Dopo essersi scusato con Sam per la sua insofferenza, la ragazza intuisce la situazione e riferisce tutto al padre, che prova compassione per Robby; Daniel decide così di accogliere Robby in casa sua. Amanda gli fa’ presente che i suoi genitori vadano avvisati. Miguel si reca a casa del suo maestro per portargli da mangiare, ma trova l’appartamento vuoto. Andandosene via, nota una foto sul frigo di Johnny che ritrae Robby da bambino, intuendo che i due possano essere parenti. Johnny sembra lasciarsi andare con Kreese, mettendo piano piano da parte l’astio che provava. I due si recano al supermercato per bere una birra in compagnia, e incontrano Daniel, recatosi lì per avvertire Johnny che Robby si trova a casa sua. Daniel rimane adirato nel realizzare che Kreese abbia inscenato la sua morte un’altra volta, e prima di andarsene via (senza riferire a Johnny ciò per cui si era recato sul posto), lancia una sfida ai suoi rivali.

## Nessuna pietà
Durante il primo giorno di scuola del nuovo anno scolastico del liceo avviene una rissa con il risultato che Dimitri sconfigge Hawk, Sam viene ferita da Tory ma poi Sam butta giù dalle scale Tory, Chris sconfigge Mitch con il suo libro e Robby spinge giù dalle scale Miguel mandandolo in coma all' ospedale. Daniel chiude il Miyagi-Do, Carmen rompe con Johnny e Kreese ruba il Cobra Kai a Johnny cacciandolo.